# Rocky Mountain Construction
Rocky Mountain Construction of RMC is een Amerikaanse achtbaanbouwer die gespecialiseerd is in het bouwen van hybride achtbanen. Het bedrijf is opgericht in 2001 door Fred Grubb en Suanne Dedmon. Het is gevestigd in Hayden in de staat Idaho. Ze zijn vooral bekend door de vorm van de rails, die heeft namelijk een I-vorm (ook wel Iron Horse genoemd). Naast achtbanen bouwt het bedrijf ook waterparken en het voert regelmatig werkzaamheden uit voor andere attractiefabrikanten zoals S&S Worldwide. 

## Achtbanen
| Naam                               | Model                       | Park                        | Locatie                            | Type  | Geopend |
| ---------------------------------- | --------------------------- | --------------------------- | ---------------------------------- | ----- | ------- |
| New Texas Giant                    | I-Box - Custom              | Six Flags Over Texas        | Texas, Verenigde Staten            | Staal | 2011    |
| Outlaw Run                         | Topper Track - Custom       | Silver Dollar City          | Missouri, Verenigde Staten         | Hout  | 2013    |
| Iron Rattler                       | I-Box                       | Six Flags Fiesta Texas      | Texas, Verenigde Staten            | Staal | 2013    |
| Medusa Steel Coaster               | I-Box                       | Six Flags México            | Mexico-Stad, México                | Staal | 2014    |
| Goliath                            | Topper Track - Custom       | Six Flags Great America     | Illinois, Verenigde Staten         | Hout  | 2014    |
| Twisted Colossus                   | I-Box - Custom              | Six Flags Magic Mountain    | Californië, Verenigde Staten       | Staal | 2015    |
| Wicked Cyclone                     | I-Box                       | Six Flags New England       | Massachusetts, Verenigde Staten    | Staal | 2015    |
| Wildfire                           | Topper Track - Custom       | Dierentuin Kolmården        | Bråviken, Zweden                   | Hout  | 2016    |
| Storm chaser                       | I-Box - Custom              | Kentucky Kingdom            | Kentucky, Verenigde Staten         | Staal | 2016    |
| Lightning Rod                      | Topper Track - Custom       | Dollywood                   | Tennessee, Verenigde Staten        | Hout  | 2016    |
| The Joker                          | I-Box - Custom              | Six Flags Discovery Kingdom | Californië, Verenigde Staten       | Staal | 2016    |
| Steel Vengeance                    | I-Box - Custom              | Cedar Point                 | Ohio, Verenigde Staten             | Staal | 2018    |
| Twisted Timbers                    | I-Box - Custom              | Kings Dominion              | Virginia, Verenigde Staten         | Staal | 2018    |
| Wonder Woman: Golden Lasso Coaster | Raptor - Catalogusmodel     | Six Flags Fiesta Texas      | Texas, Verenigde Staten            | Staal | 2018    |
| Railblazer                         | Raptor - Catalogusmodel     | California's great America  | California, Verenigde Staten       | Staal | 2018    |
| Twisted Cyclone                    | I-Box - Custom              | Six Flags Over Georgia      | Austell, Georgia ,Verenigde Staten | Staal | 2018    |
| Untamed                            | I-Box - Custom              | Walibi Holland              | Biddinghuizen, Nederland           | Staal | 2019    |
| Hakugei (Witte Walvis)             | I-Box - Custom              | Nagashima Spa Land          | Kuwana ,Japan                      | Staal | 2019    |
| Zadra                              | I-Box - Custom - (Groundup) | Energylandia                | Zator ,Polen                       | Staal | 2019    |
| Stunt Pilot                        | Raptor - Catalogusmodel     | Silverwood                  | Idaho, Verenigde Staten            | Staal | 2021    |
| Jersey Devil Coaster               | Raptor - Custom             | Six Flags Great Adventure   | New Jersey, Verenigde Staten       | Staal | 2021    |
| Iron Gwazi                         | I-Box - Custom              | Busch Gardens Tampa         | Tampa,Verenigde Staten             | Staal | 2022    |
| Wonder Woman Flight of Courage     | Raptor - Custom             | Six Flags Magic Mountain    | Californië, Verenigde Staten       | Staal | 2022    |
| ArieForce One                      | I-Box - Custom - (Groundup) | Fun Spot America Atlanta    | Atlanta, Verenigde Staten          | Staal | 2023    |
| Wildcat's Revenge                  | I-Box - Custom              | Hersheypark                 | Pennsylvania, Verenigde Staten     | Staal | 2023    |
| YOY Chill ‘Blue’                   | Dueling Raptor              | Walibi Holland              | Biddinghuizen, Nederland           | Staal | 2025    |
| YOY Thrill ‘Green’                 | Dueling Raptor              | Walibi Holland              | Biddinghuizen, Nederland           | Staal | 2025    |

## Afbeeldingen

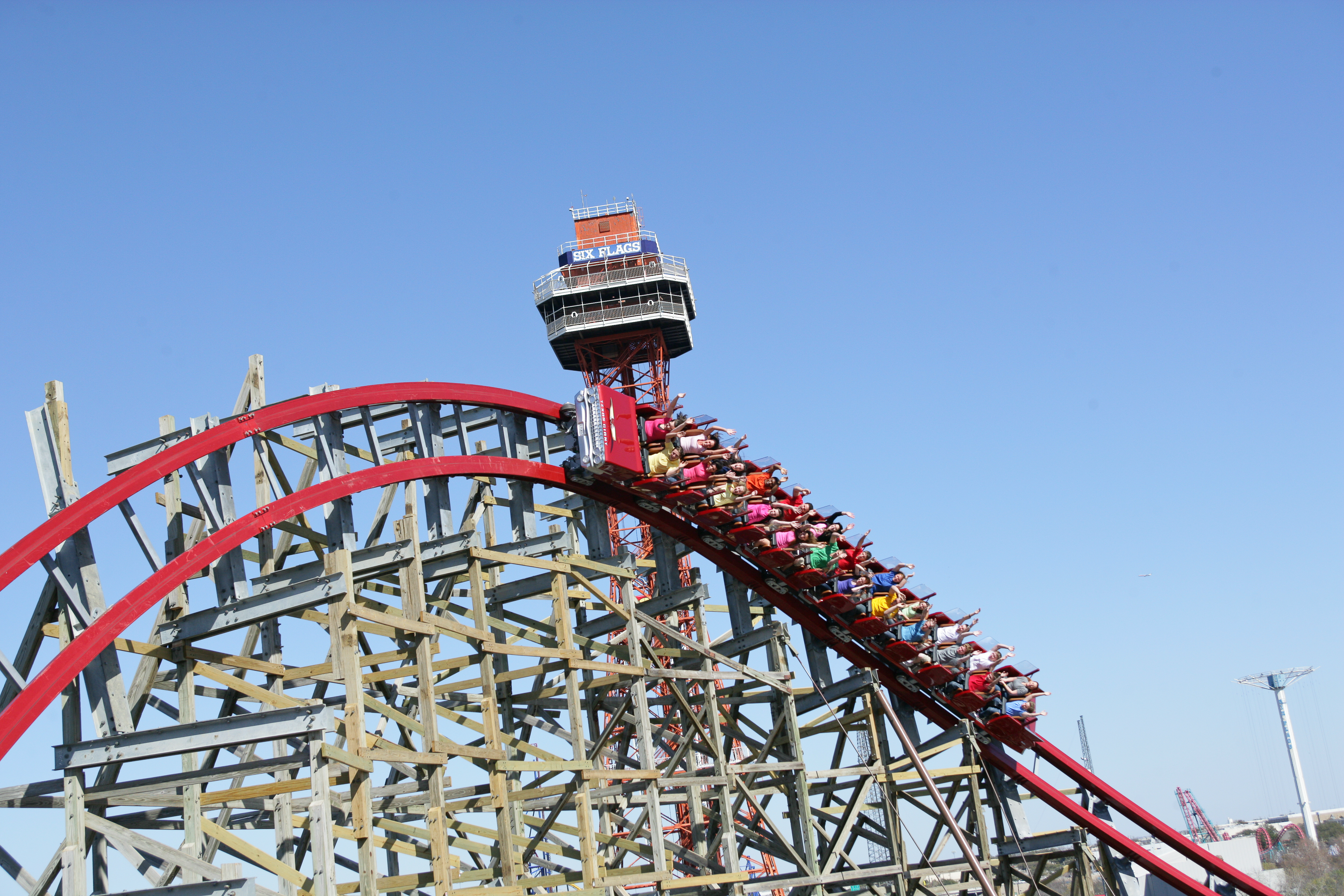
New Texas Giant
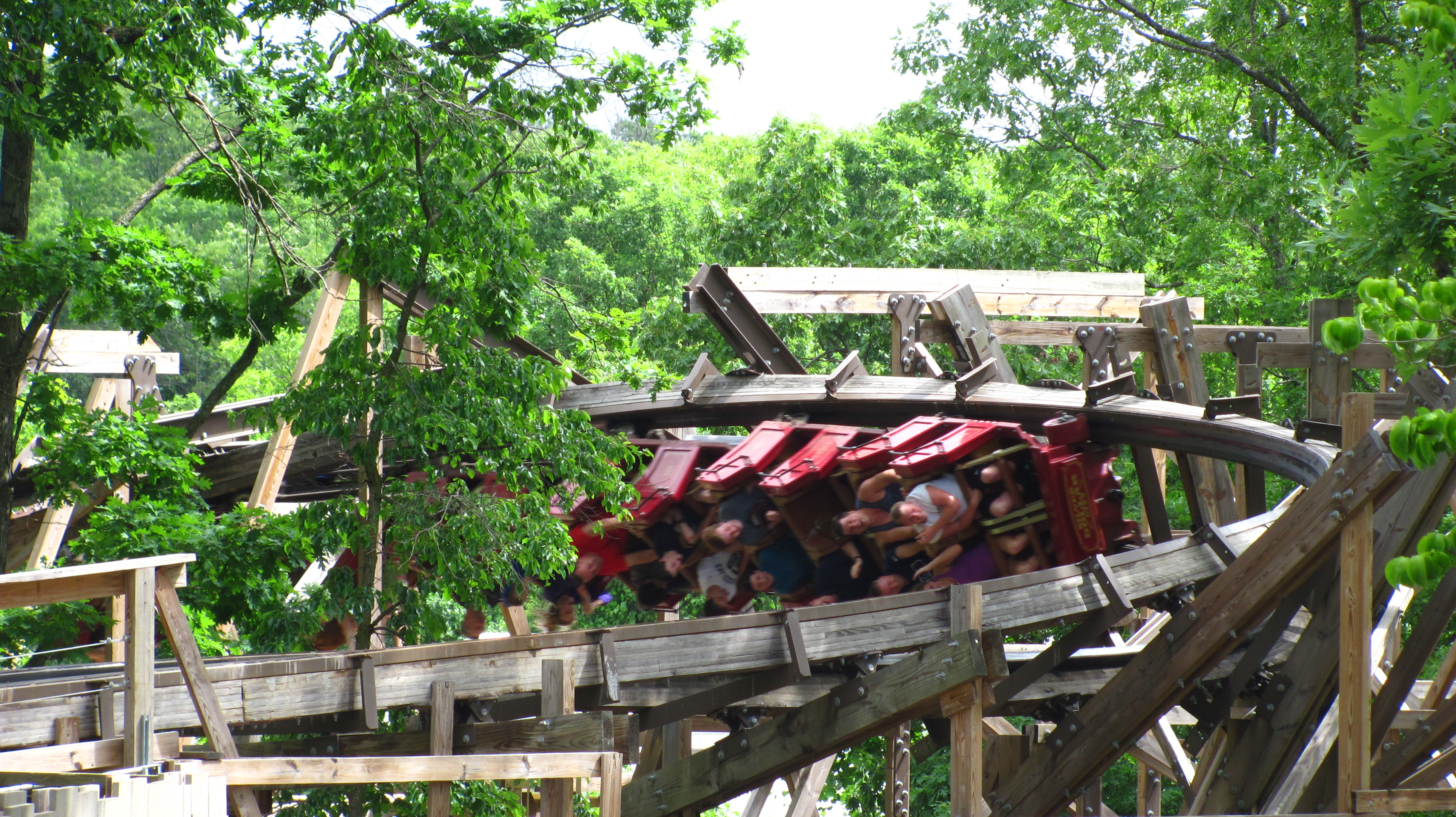
Outlaw Run
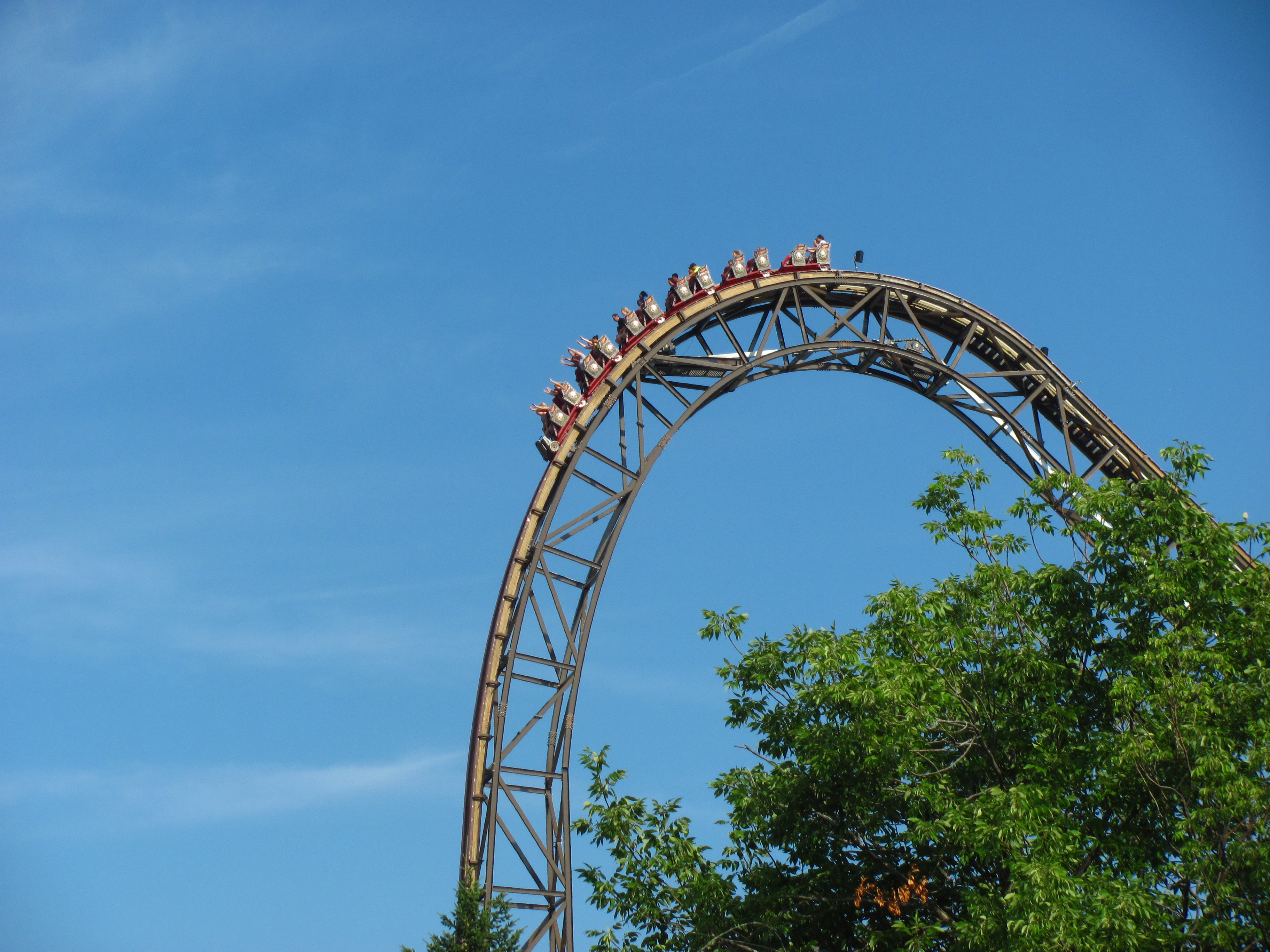
Goliath